# Dhaulagiri
O Dhaulagiri (em nepali: धौलागिरी) é a sétima montanha mais alta do mundo e a mais alta do mundo que não se situa numa fronteira. Está localizada na cordilheira dos Himalaias, na parte centro-norte do Nepal. Seu nome significa a montanha branca. Tem proeminência topográfica de 3 357 m e isolamento topográfico de 317,42 km.
Após a sua descoberta em 1808 pelo mundo ocidental, o Dhaulagiri foi tido como a montanha mais alta no mundo. Este equívoco durou vários anos, até o Dhaulagiri ter sido ultrapassado pela estimativa da altitude do cume do Kanchenjunga em 1852.

## Ascensões
O Dhaulagiri foi escalado pela primeira vez em 13 de maio de 1960, por Kurt Diemberger, Peter Diener, Ernst Forrer, Albin Schelbert, Nyima Dorji e Nawang Dorji, componentes de uma expedição helvético-austríaca. Esta foi também a primeira escalada nos Himalaias auxiliada por um avião. O avião, porém, deixou de funcionar durante a aproximação e foi abandonado na montanha.
O primeiro português a atingir o seu cume foi João Garcia, em 24 de Setembro de 1994, sem recurso a oxigénio artificial.

## Acidentes
- 16 de Maio de 1998: Chantal Mauduit, alpinista francês, morreu em uma avalanche ao tentar escalar o Dhaulagiri.
- 24 de Outubro de 1999: Ginette Harrison, uma alpinista britânica, morreu em uma avalanche ao tentar escalar o Dhaulagiri.